# Orme de montagne
Ulmus glabra
Espèce
Répartition géographique
Statut de conservation UICN

 VU  : Vulnérable
 Europe
Statut de conservation UICN

 LC  : Préoccupation mineure
 France 
L'Orme de montagne, Orme blanc ou Orme glabre (Ulmus glabra), est une des espèces de plantes à fleurs de la famille des Ulmaceae. C'est un ormes de taille moyenne à grande (jusqu'à 30 m), à feuillage caduc.

## Répartition
On le trouve de manière spontanée dans une grande partie de l'Europe, jusqu'en moyenne Scandinavie et l'Oural en Russie. Essentiellement dans l'étage collinéen et en  plaine dans la moitié nord de l'Europe et plutôt en montagne dans la moitié sud.

## Écologie
C'est un arbre forestier qui peut supporter des températures hivernales très basses.

## Synonyme
- Ulmus montana

## Description

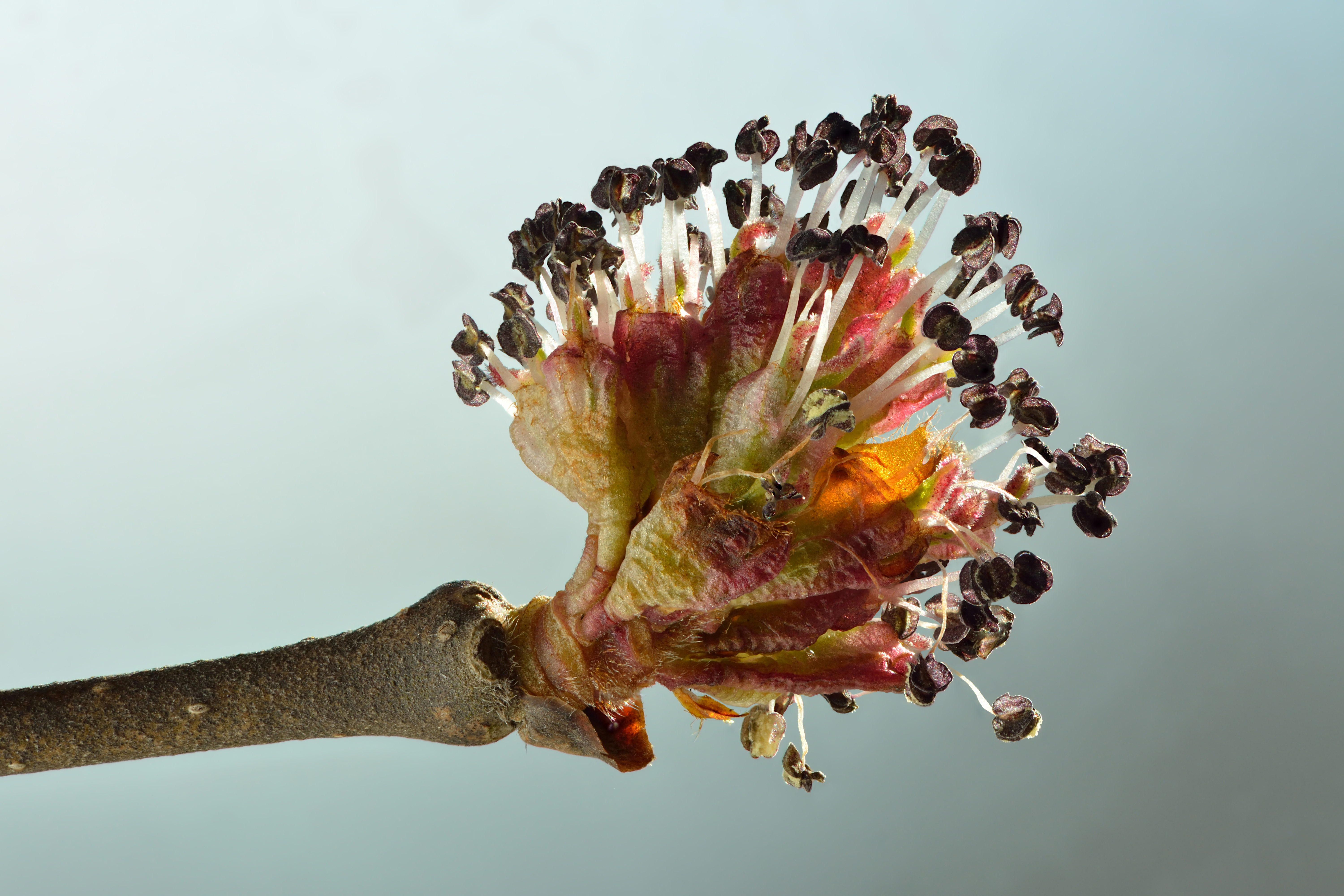
Fleur de l'orme de montagne.

C'est un arbre pouvant atteindre 30 m, les jeunes rameaux sont poilus. La longueur de ses feuilles sont de 7 à 15 cm et 3 à 8 cm de large. Ses bourgeons sont noirs, coniques-globuleux. Son écorce est longtemps lisse et se fissure en petites écailles grises avec l'âge.

## Statuts de protection, menaces
Il est comme tous les ormes sensible à la graphiose de l'orme, la verticilliose, divers polypores, scolytes et la Galéruque de l'orme.
L'espèce est considérée au niveau européen comme Vulnérable (VU) par l'UICN.
En France, elle n'est pas menacée. En 2021 elle est classée Espèce de préoccupation mineure (LC).
Toutefois localement l'espèce peut se raréfier : elle est considérée Quasi menacée (NT) proche du seuil des espèces menacées ou qui pourrait être menacée si des mesures de conservation spécifiques n'étaient pas prises, dans la région Poitou-Charentes ; elle est considérée Vulnérable (VU) en Corse.

## Usages
Son bois était utilisé en charpente, pour les pièces des moulins, les escaliers et aussi en tant que bois d'arc.
Il en existe plusieurs variétés cultivées comme arbre d'ornement.

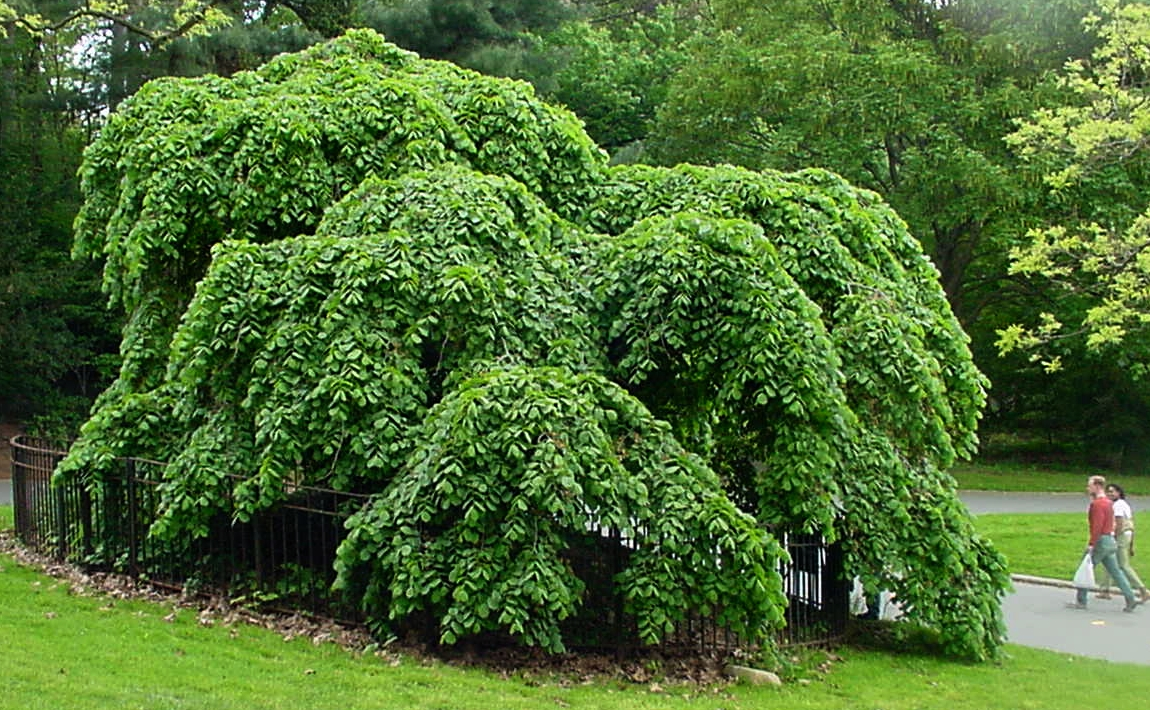
Varieté « pleureuse » (pendula) de l'orme de montagne.
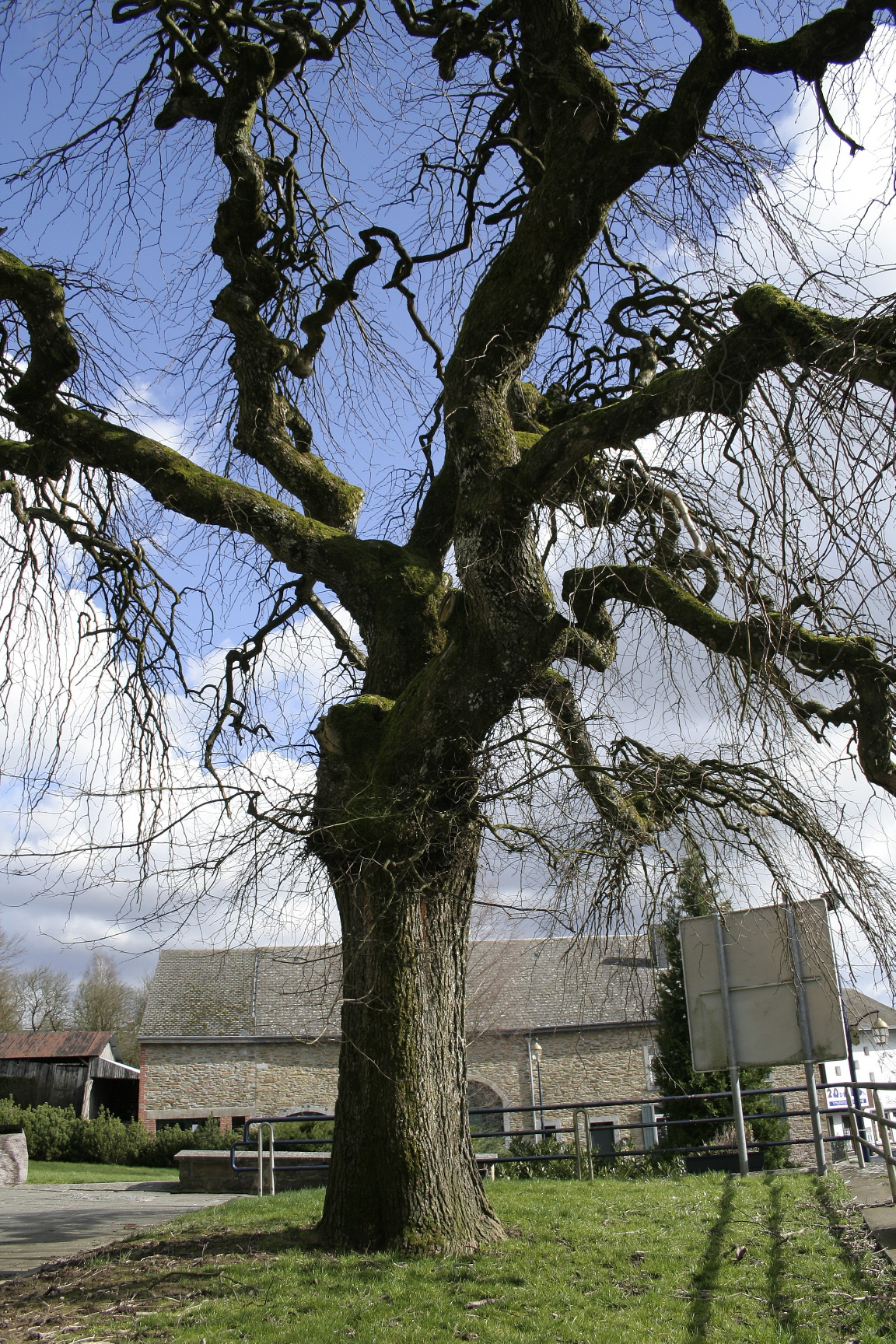
Ulmus glabra 'Pendula', Redu (Belgique).
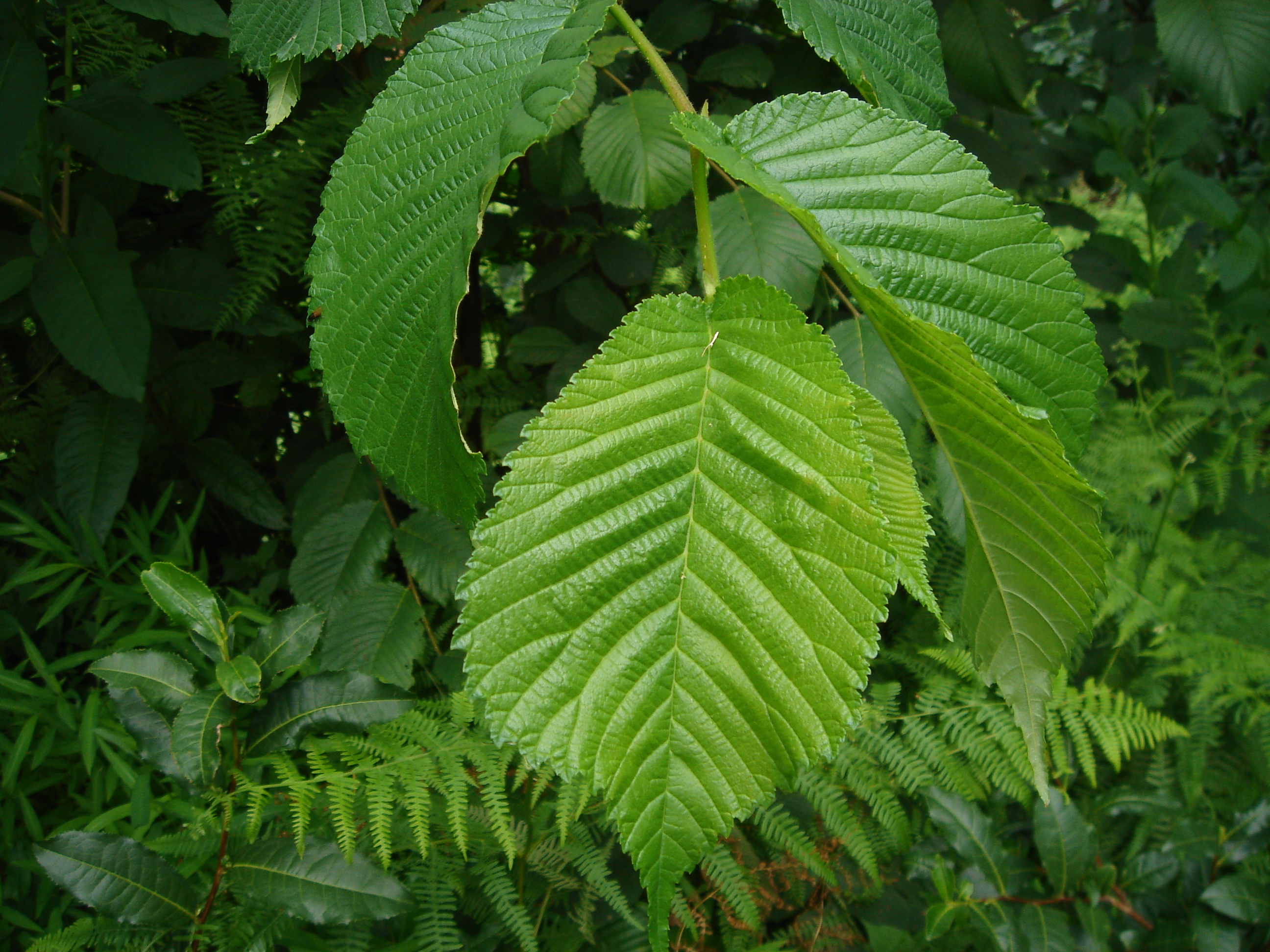
Feuilles.
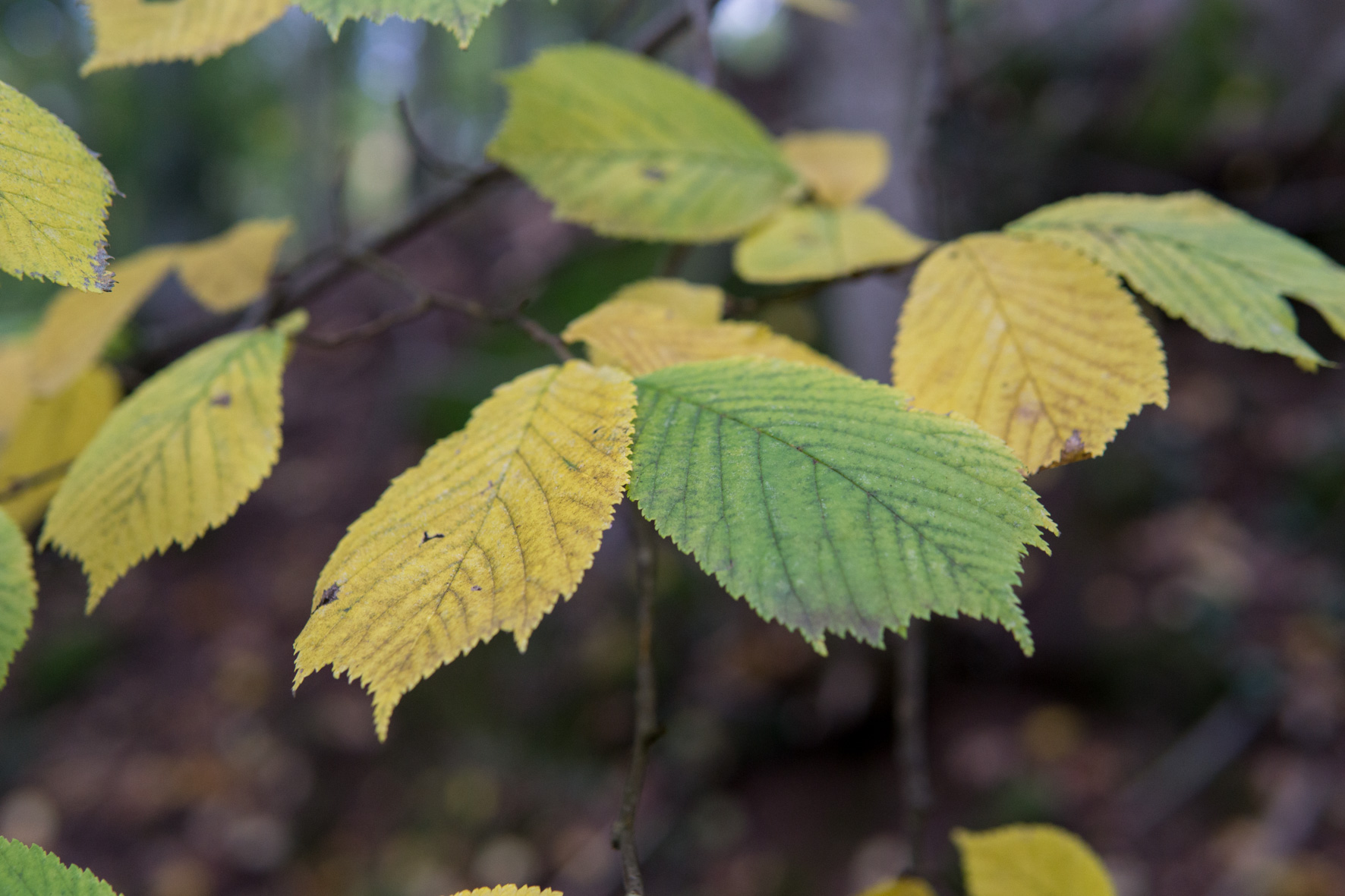
Feuilles d'orme de montagnes.

.